# 細胞毒性
細胞毒性（さいぼうどくせい、英: cytotoxicity）とは、細胞に対して死、もしくは機能障害や増殖阻害の影響を与える、物質や物理作用などの性質をいう。細胞傷害性ともいう。ただし「細胞毒性」は外来物質による傷害の意味に用いることが多く、一方免疫系、補体系やサイトカインによる作用（細胞傷害性の節参照）に関しては普通「細胞傷害性」の語を使う（英語ではいずれも同じCytotoxicity）。細胞毒性の要因としては、細胞を形作る物質・構造の破壊、細胞の生存に必須な活動（呼吸、基本的代謝、DNA複製、転写、翻訳等）の阻害、細胞周期や細胞内シグナル伝達への影響など、様々なものが考えられる。

## 細胞死
有害物質や物理作用の影響を受けた細胞は、ネクローシス（壊死）やアポトーシスにより細胞死に至る。ネクローシスでは多くの場合、細胞は膨張し、細胞膜が破壊して内容物が外に出る（細胞溶解）。アポトーシスでは細胞質の収縮、核の凝縮、DNAの分解などが起こる。アポトーシス過程の途中で二次的なネクローシスが起こることもある。またオートファジーを介した細胞死も知られている。細胞毒性はこれらの細胞死に伴う現象を指標として評価される。

## 細胞毒性試験
細胞毒性試験では主に培養細胞を用いて、毒性を細胞の生死、すなわち生存率もしくは死亡率により評価する。細胞の性質（浮遊性か固着性か）や目的（例えば医薬品の開発にはハイスループットスクリーニングが要求される）にも応じて様々な方法が開発されている。大きく分けると、細胞数を直接計数する方法、増殖可能な細胞からできたコロニーを数える方法と、特定の物質を光学的方法または放射標識化合物により定量して間接的に生存・死亡率を見積もる方法がある。
原理として最もよく利用されるのは、細胞膜の破壊の有無である。トリパンブルーなどの色素は生細胞には入らないが、死細胞には入って染色する。これにより顕微鏡下で生・死細胞を計数する（ハイスループットスクリーニングにはあまり向かない）。また死細胞の細胞質から漏出する物質を用いることもあり、代表的な方法としては乳酸脱水素酵素（LDH）の活性を測定するものがある。
次に生細胞が持つ機能や物質を利用する方法がある。生細胞の還元力を利用するものにMTTアッセイなどがある。生細胞にMTTなどのテトラゾリウム塩が取り込まれ、これが還元されてホルマザンとなり発色する。このほかにスルホローダミンBなどを使う方法がある。また生細胞のみが持つATPを定量することで生存率を求めることができる。ATP量はルシフェラーゼによる発光で知ることができる。
放射標識化合物を使う方法としては、トリチウム標識チミジンなどの生細胞への取り込みを測定する方法がある。
この他、細胞の増殖を見るコロニー形成法も用いられる。
アポトーシスに対しては、これを特異的に検出する方法がある。

## 細胞毒性試験の意義
細胞毒性試験は、体内組織や血液に直接触れる医療機器の安全性試験では必須とされる他、医薬品等の安全性試験でも遺伝毒性試験などの補助的試験として用いられる。個体・器官レベルの毒性は必ずしも細胞毒性に由来するものとは限らないが、細胞毒性は潜在的に個体・器官レベルの毒性につながる可能性がある（ADMEにより毒性につながらないことも多く、逆に代謝産物が細胞毒性を示すこともある）。このことから、培養細胞による細胞毒性試験を毒性の初期スクリーニングまたは動物実験の代替法として用いることも試みられている。皮膚などに対する刺激性については、培養細胞から作った皮膚モデルにおける細胞毒性との高い相関が示されており、特に化粧品に関しては動物実験が行いにくい近年の社会状況・規制もあって、皮膚モデル細胞毒性試験がよく用いられる。
一方、細胞毒性は細胞の種類により大きく異なることがある。特に抗癌剤は癌細胞に対して選択的に細胞毒性を示し、正常細胞にはなるべく細胞毒性を示さないことが求められるので、初期スクリーニングとして細胞毒性試験が用いられる。

## 細胞傷害性
体内では腫瘍・感染症などへの防御的免疫反応として、特定の細胞に対する細胞傷害が働いている。これらは以下のように分けられる。
- 抗体依存性細胞傷害（ADCC） - 細胞表面の抗原に対する抗体で標識された細胞が細胞傷害性T細胞に攻撃される
- リンパ球依存性細胞傷害 - 異常細胞（抗体は必要ない）がナチュラルキラー細胞に攻撃される
- 補体依存性細胞傷害

また、細胞傷害性サイトカイン（腫瘍壊死因子、リンホトキシンなど）は細胞にアポトーシスを誘導する作用がある。